# Jöran Sparre (1530–1586)
Jöran Sparre, född 5 november 1530 i Örebro, död 14 augusti 1586 i Nyköping, var en svensk storman. Han var den första att omkring 1580 började använda släktnamnet "Sparre".

## Biografi
Jöran Sparre föddes 1530 på Örebro slott. Han var son till riksmarsken Lars Siggesson (Sparre) och Anna Lindormsdotter (Vinge) samt äldre halvbror till rikskanslern Erik Sparre och Johan Sparre.
Sparre skrevs in på Rostocks universitet i november 1549 och var under några år i början av 1550-talet fången i Tyskland med anledning av Conrad von Pyhys skulder. Han var på 1580-talet ledamot av hertig Karls furstliga råd och utnämndes strax innan sin död till häradshövding i Österrekarne härad. I den senare egenskapen efterträddes han av sin son Bengt. Han avled 1586 på Nyköpings slott och begravdes 22 augusti samma år.  
Hans sätesgård var till en början Hammar i Askers socken och från åtminstone 1579 det möderneärvda Rossvik i Husby-Rekarne socken. Den senare har gett namn åt ätten Sparre af Rossvik vilken introducerade av hans son Bengt Sparre på Riddarhuset 1626.

### Familj
Sparre gifte sig första gången med Brita Johansdotter (Gyllenhorn). Hon var dotter till riksrådet Johan Olofsson (Gyllenhorn) och Carin Bese.
Sparre gifte sig andra gången med Kerstin Persdotter (Hjorthuvud av Brandstorp). De fick tillsammans barnen ryttmästaren Bengt Jöransson Sparre (1570–1632) och Lars Jöransson Sparre (död 1602).